# Siloturm Basel
Der Siloturm (Bernoullisilo) steht im Basler Quartier Kleinhüningen am Hafenbecken 1 des dortigen Rheinhafens. Er besitzt, neben seinen Eigenschaften als Getreidesilo, eine Aussichtsplattform, von welcher man eine gute Übersicht auf den Stadthafen Kleinhüningen sowie das umliegende Gebiet inklusive Frankreich und Deutschland hat. Die 105 Silozellen sowie die 20 Schüttböden haben zusammen ein Volumen von ca. 14'200 m3 und fassen somit knapp 11'000 Tonnen Getreide wie Hafer, Weizen, Sojabohnen, Gerste und Roggen. Betreiber ist die Rhenus Port Logistics.

## Geschichte
Das mittlerweile unter Denkmalschutz stehende Silogebäude wurde im Jahr 1923 vom Architekten Hans Bernoulli zusammen mit dem Ingenieur Oskar Bosshardt für die Schweizerischen Reedereigesellschaft erbaut und 1926 in Betrieb genommen. Dieser Betonsilo mit Backsteinmantel war das erste Getreidesilo im Kleinhüninger Hafen und ist durch seine Blendbogenordnung von hoher architektonischer Qualität. Die Backsteinhülle dient sowohl der Isolation als auch der Ästhetik und widerspiegelt den damaligen Zeitgeist, Nutzbauten mit einer historisierenden Hülle zu umgeben. Bernoulli hat sich beim Äussern für diesen Silobau von der Hamburger Speicherstadt inspirieren lassen.
1926 öffnete zur ersten Binnenschifffahrtsausstellung die Aussichtsplattform, welche über einen provisorisch erstellten Aussenlift zugänglich gemacht wurde. Im Zweiten Weltkrieg diente diese als Fliegerbeobachtungsposten für die Schweizer Armee und den Betriebsluftschutz des Hafens. Später wurde ein innenliegender Lift eingebaut, dessen Mechanik sich im Türmchen oberhalb der Plattform befindet.
Nach über 80 Jahren drohte die Terrasse des Siloturmes einzustürzen und wurde 2006 zusammen mit der ebenfalls baufälligen Passarelle zum Silo 3 über die Hafenstrasse renoviert.

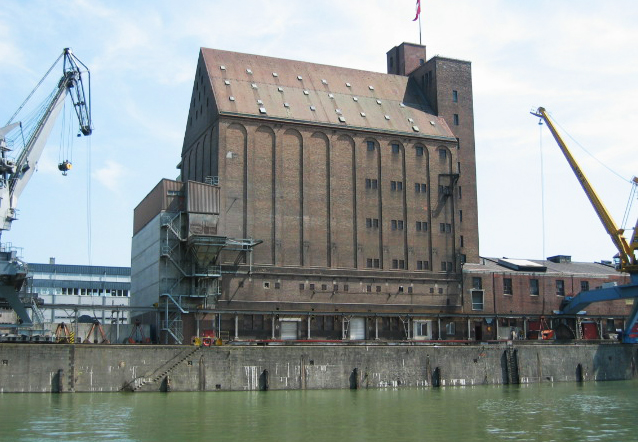
Bernoullisilo – Ansicht vom Hafenbecken
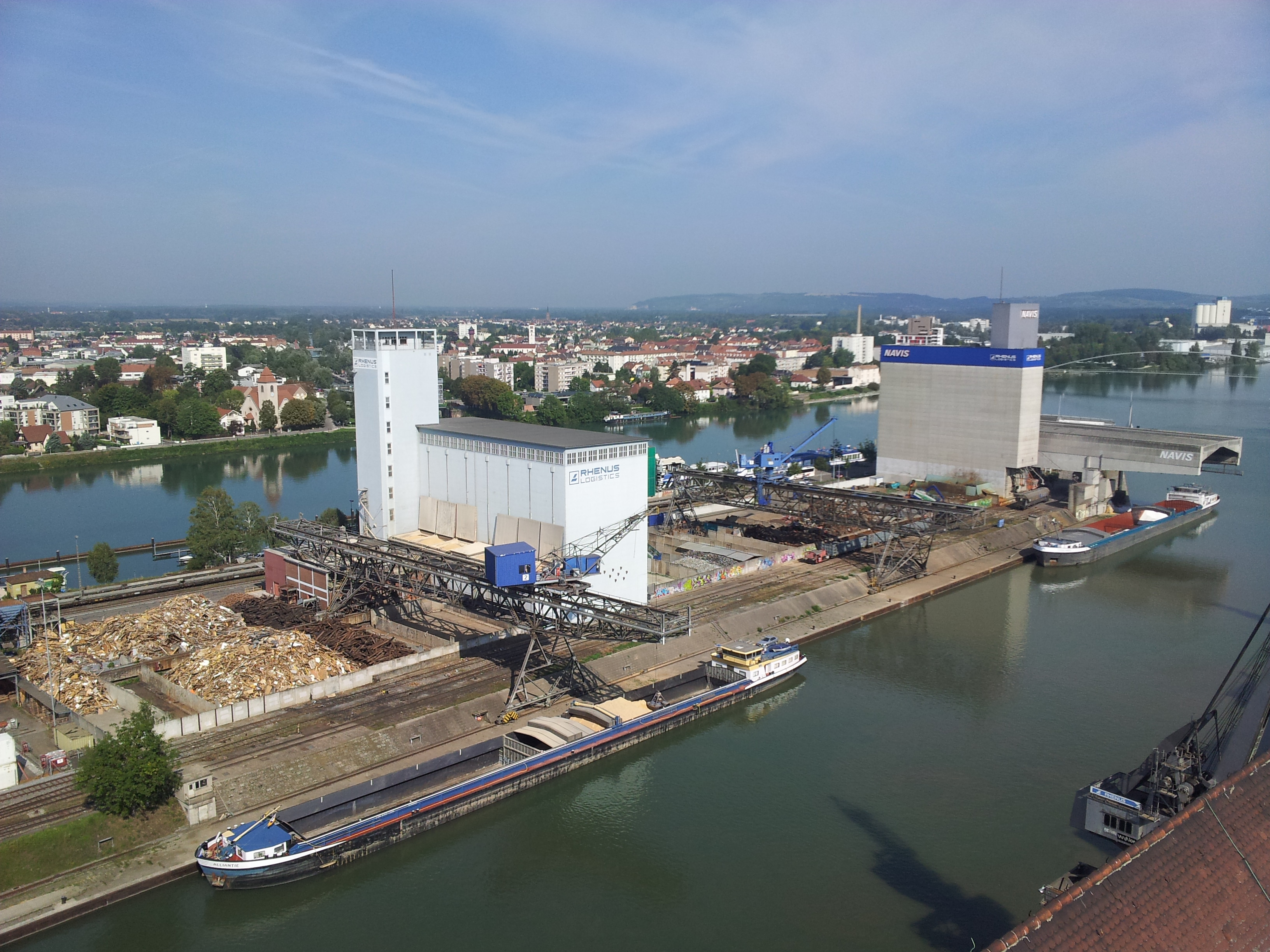
Aussicht von der Siloterrasse

## Aussicht
Die Aussichtsplattform ist via Hafenführung zugänglich, welche durch die Hafenbehörden angeboten werden. Der Bevölkerung offen steht die Terrasse jedoch u. a. auch während der diversen dort durchgeführten Anlässe wie dem Openair-Kino des neuen kino Basel im Sommer.
Von der Plattform, welche sich in 45 m Höhe befindet, hat man einen Blick auf das Hafengeschehen, den Rhein, die Stadt Basel und bis ins Sundgauer Hügelland und zur Kette des Blauen. Unweit des Silogebäudes befindet sich das symbolische Dreiländereck, somit übersieht man von der Terrasse aus gleich drei Länder (Schweiz, Deutschland, Frankreich). Anzumerken gilt hier, dass der Grenzverlauf zwischen der Schweiz und Frankreich in diesem Bereich im Rhein verläuft und das effektive Dreiländereck sich somit im Rhein befindet, unmittelbar südlich der Dreiländerbrücke.
Nicht weit vom Bernoulli-Silo und dessen Terrasse entfernt liegt das Schifffahrtsmuseum Verkehrsdrehscheibe Schweiz und unser Weg zum Meer.

## Silo Kino
Im Sommer zeigt das neue kino Basel jeweils Filme auf dem Siloturm.